# Euxoa confracta
Euxoa confracta är en fjärilsart som beskrevs av Morrison 1890. Euxoa confracta ingår i släktet Euxoa och familjen nattflyn. Inga underarter finns listade i Catalogue of Life.